# Meczet Äzyret Sułtan
Meczet Äzyret Sułtan (Meczet Hazrat Sultan, Meczet Hazrat Sułtan; kaz. Әзірет Сұлтан мешіті, Äziret Sultan meşiti, ros. Мечеть Хазрет Султан – trb. Mieczetʹ Chazriet Sułtan) – oddany do użytku w 2012 roku meczet znajdujący się przy placu Niepodległości w stolicy Kazachstanu, Astanie.

## Lokalizacja
Meczet znajduje się w północno-wschodniej części nowoczesnego zespołu urbanistycznego placu Niepodległości (kaz. Тәуелсіздік алаңы) położonego na prawym brzegu rzeki Iszym, obejmującego również Pałac Pokoju i Pojednania, Muzeum Narodowe Republiki Kazachstanu, Pałac Niepodległości i Pałac Kreatywności.

## Historia

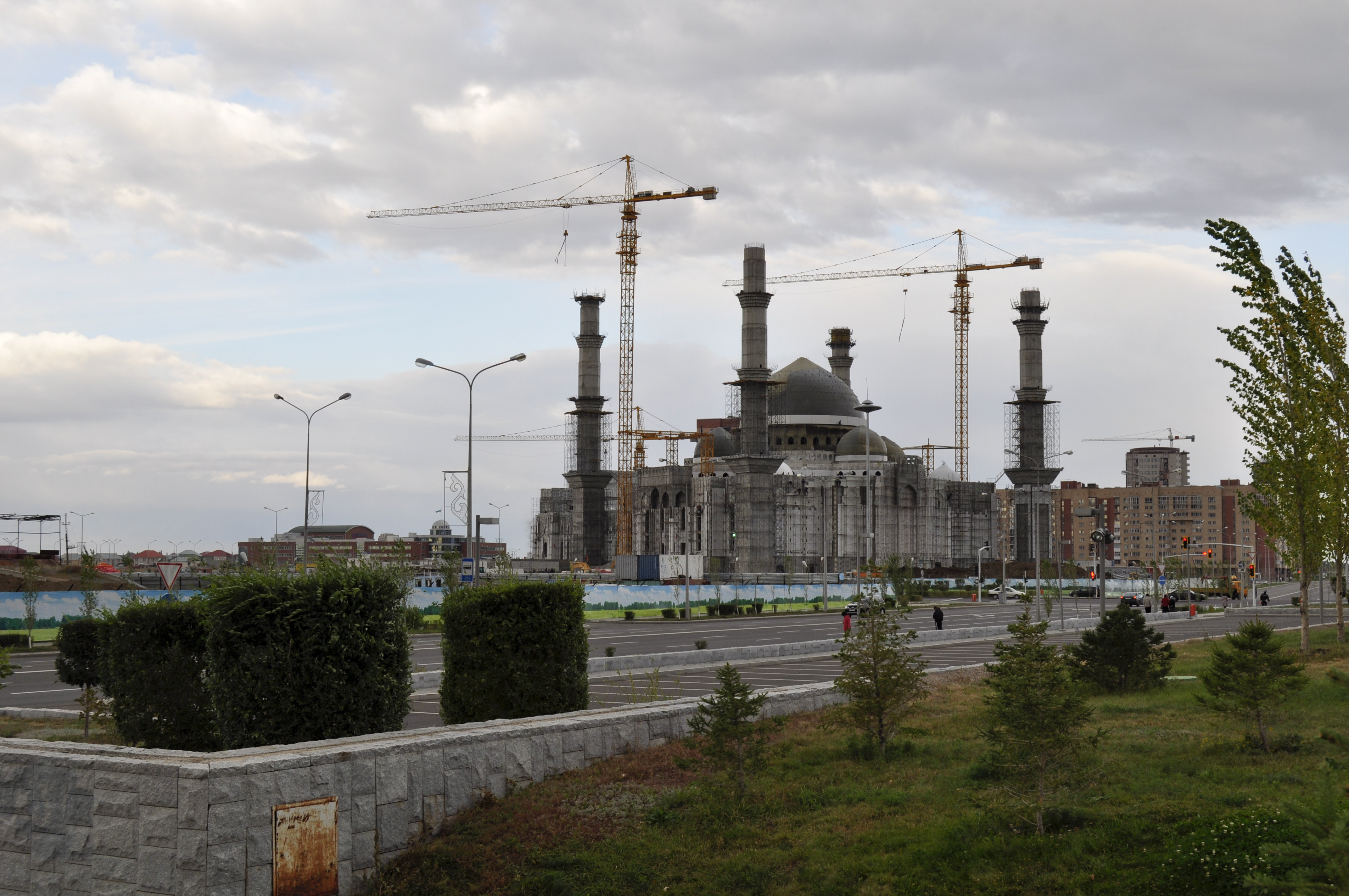
Budowa meczetu w 2011 roku

Budowa obiektu rozpoczęła się 29 czerwca 2009 roku przy udziale prezydenta Nursułtana Nazarbajewa. Projekt budynku wykonało tureckie biuro architektoniczne SML Sembol İnşaat ze Stambułu. W budowie meczetu uczestniczyło ponad 100 lokalnych i zagranicznych firm budowlanych oraz od 1000 do 1500 robotników. Po trzech latach budowy, 6 lipca 2012 roku odbyło się uroczyste otwarcie świątyni – również z udziałem prezydenta Nazarbajewa.
Nazwa meczetu została zaproponowana przez Nursułtana Nazarbajewa. Upamiętnia ona Chodżę Ahmada Jasawiego, XII-wiecznego sufickiego myśliciela, poetę i filozofa, autora Divan-i Hikmet (Księgi mądrości), którego jednym z przydomków był Äzyret Sułtan, oznaczający „Święty Sułtan”.

## Architektura
Meczet został wybudowany w klasycznym stylu islamskim, zdobią go ornamenty nawiązujące do kazachskich tradycji. Wykonany został z materiałów pochodzących z Kazachstanu oraz jedenastu innych krajów.
Äzyret Sułtan to jeden z największych meczetów w Azji Środkowej. Powierzchnia zabudowy budynku wynosi 17 733 m², a najbliższe otoczenie (z pięcioma fontannami i parkingiem na 745 samochodów) – 2,06 ha. W jego wnętrzu pomieścić się może od 5 do 10 tysięcy (lub 12 tysięcy) wiernych (podczas świąt).
Główna kopuła meczetu mierzy 51 m wysokości oraz 28,1 m średnicy u podstawy. Wokół niej znajduje się osiem mniejszych kopuł o wymiarach 10,45 × 33,46 m oraz 7,6 × 25,25 m. W każdym z czterech narożników budynku stoi minaret – każdy o wysokości 77 m.
Budowla składa się z trzech kondygnacji. Na pierwszej znajduje się sala weselna, jadalnia oraz łaźnie do rytualnych ablucji dla kobiet i mężczyzn, na drugiej – sala modlitewna dla mężczyzn o pojemności 4 tysięcy osób, na trzeciej zaś – sala modlitewna dla kobiet o pojemności tysiąca osób, pokoje dla imamów i sale lekcyjne, studio do nagrywania programów religijnych oraz administracja.
Główną salę modlitewną zdobi kryształowo-mosiężny żyrandol o wadze 2 lub 3 ton sprowadzony z Turcji oraz 26 masywnych białych kolumn, które jednocześnie podtrzymują sklepienie.